# Mattel
Pour les articles homonymes, voir Mattel (homonymie).

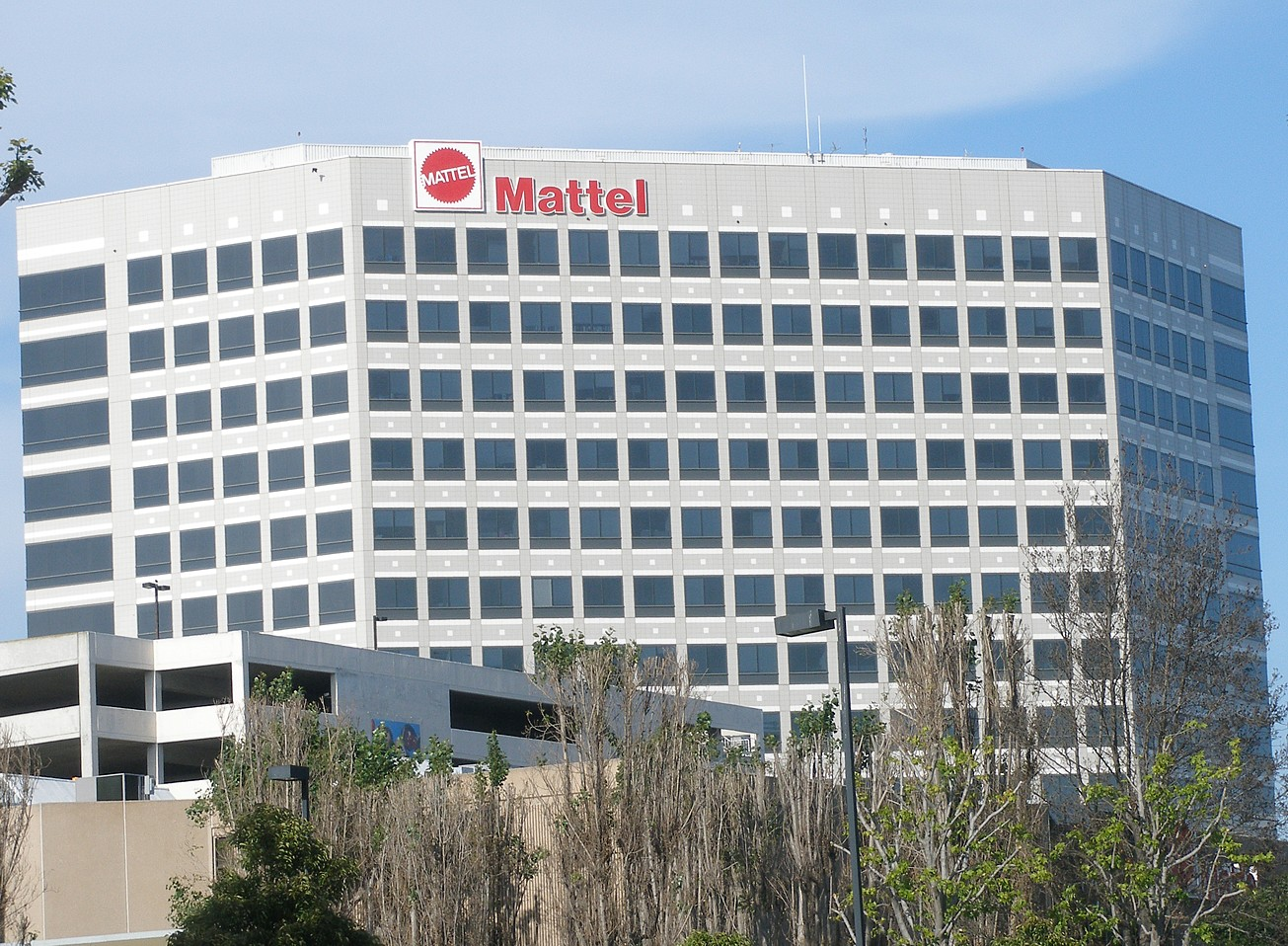
Siège de Mattel à El Segundo

Mattel Inc. est une société américaine spécialisée dans les jouets et jeux, fondée en 1945 par Matt Matson, Elliot Handler et Ruth Handler. Elle est le second fabricant mondial derrière Lego. Elle fabrique la plupart de ses jouets en Chine. 
Mattel est un nom formé de « Matt », surnom de Harold Matson, et du « El » de Elliot Handler. 
Mattel possède notamment les marques Barbie, Big Jim, Fisher-Price, Hot Wheels et Matchbox, Magic 8 Ball, Les Maîtres de l'univers, Corolle, Polly Pocket et Mega Construx et édite les jeux de société Othello, Scrabble (sauf en Amérique du Nord) et Uno. 

## Histoire
En juillet 2010, Mattel sort de nouvelles franchises de poupées accompagnées d'une web série animée, Monster High,.
En octobre 2011, Mattel acquiert Hit Entertainment, qui commercialise les émissions de Bob le bricoleur et Thomas et ses amis, au prix de 680 millions US$.
Après Noël 2013, Mattel redevient le leader de la vente de jouets dans le monde en totalisant 10 % du marché français devant son concurrent Hasbro.
En mai 2014, Mattel acquiert Mega Brands inc, qui fabrique et commercialise les produits Mega Construx (2020), Mega Puzzles, Rose Art et Board Dudes, pour un montant de 460 millions US$. 
Le 24 septembre 2014, Hasbro annonce avoir signé au détriment de Mattel un contrat avec Disney pour produire les poupées de La Reine des neiges, Elsa et Anna.
En juillet 2018, à cause de mauvais résultats, liés notamment à la faillite de Toys “R” Us, Mattel annonce la suppression de 20 % de son personnel, soit 2 200 personnes, principalement au Mexique et dans ses services support.

## Produits

### Figurines sous licences
Mattel commercialise aussi des jeux et jouets sous licence (Warner, La Ligue des justiciers, Looney Tunes, Harry Potter), (Disney, Tibère et la Maison bleue), Jim Henson, 1, rue Sésame, et Nickelodeon.
- Les Maîtres de l'univers
- Battlestar Galactica
- Jimmy Neutron
- Big Jim
- Les Simpson
- Superman / DC Universe
- Monstres et Cie
- One Piece
- Yu-Gi-Oh! GX
- Jurassic World Fallen Kingdom Dino rivals
- SOS fantômes
- Winx Club

## Jeux
- Pictionary
- Apples to Apples
- KerPlunk
- Mad Gab
- Scene It ?
- Toss Across
- U.B. Funkeys
- Uno
- Magic 8 Ball
- les Grosses Têtes Années 90
- SOS ouistiti
- Scrabble

## Principaux actionnaires
En décembre 2011 :
- Wellington Management Company, LLP : 6,91 %
- T. Rowe Price Associates, Inc. : 5,73 %
- Vanguard Group, Inc. : 5,27 %
- Capital Research Global Investors : 5,05 %
- Janus Capital Management LLC : 3,67 %
- State Street Corp : 3,65 %
- Primecap Management Co : 3,22 %
- BlackRock Institutional Trust Company NA : 2,43 %
- Artisan Partners Holdings LP : 2,14 %
- Artisan Partners Limited Partnership : 2,29 %
- T. Rowe Price Equity Income : 2,08 %
- American Funds NVIT Growth-Income II : 2,06 %

## Controverses

### Plomb
En 2007, le groupe Mattel a procédé au rappel de jouets fabriqués en république populaire de Chine en raison d'une teneur élevée en plomb.

### Conditions de travail
En juin 2011, à la suite du suicide sur son lieu de travail de Nianzhen Hu, ouvrière d’un fournisseur chinois de Mattel, l'ONG Peuples solidaires lance un appel demandant à la multinationale de prendre ses responsabilités.
En août 2011, une enquête menée par l'association SACOM révèle de graves insuffisances dans le respect du droit du travail chinois, concernant notamment le niveau des salaires, la durée et la rémunération des heures supplémentaires ainsi que le travail des enfants.
En septembre 2011, en plein pic de production pour Noël, les ouvrières chinoises de Jida Toy ont travaillé 11 heures par jour, 6 jours sur 7, bien au-delà de la limite légale autorisée.
En 2013, un rapport est publié après l'infiltration par des membres de China Labor Watch dans six usines chinoises fournissant Mattel. Se faisant passer pour des ouvriers, entre avril et septembre 2013, ils ont constaté une multitude de violations des droits des travailleurs.

### Écologie
En octobre 2011, à la suite d'une campagne percutante menée par Greenpeace, 70 % de ses emballages seront composés de matériaux recyclés ou issus de fibres de bois certifiées, notamment FSC. Un pourcentage qui atteindra 85 % en 2015[réf. souhaitée].
En 2016, lors d'un salon du jouet à Nuremberg, en Allemagne, Mattel a annoncé l'arrivée de ses premières briques Mega Bloks en plastique biosourcé.

### Collecte de données personnelles en ligne
En septembre 2016, le procureur général de New York annonce que Mattel a collecté les informations personnelles d'enfants en ligne. Cette pratique servant à analyser le comportement des internautes pour proposer aux annonceurs une publicité mieux ciblée est illégale pour les sites destinés aux enfants de moins de 13 ans. Mattel, Viacom et Jumpstart se sont engagés auprès du procureur à payer conjointement 835 000 dollars.